# Havstrut
Havstrut (Larus marinus) är en av de större arterna inom familjen måsfåglar och den största som häckar i Europa. Den förekommer även utmed Atlantkusten i östra Nordamerika.

## Utseende och läte
Havstruten är en stor, bredvingad och grov trut med tjock hals och mycket grov näbb. Hela fågelns längd är 61–74 cm, vingspannet 144–166 cm och den väger ungefär 1800 gram. I flykten verkar den lugn med sina långsamma vingslag. Havstruten, precis som andra stora arter inom familjen, har fyra åldersklasser (se Måsar och trutarnas ruggning). 
Den adulta fågeln har svartaktig ovansida och helvit undersida, bröst, huvud, stjärt och övergump. De svarta vingarna är inramade av en vit kant och den har en vit slant längst ut på vingspetsen vilket gör att den får stora vita fläckar på vingpennorna i sittande ställning. Näbben är gul med en tydlig röd prick vid gonysvinkeln. Den har röd orbitalring och gul iris. I alla åldrar har den gråskära ben, vilket skiljer den från den adulta silltrutens gula ben. Tarsen är 74 mm eller längre. 
Färgen på näbb, öga och orbitalring förändras gradvis under perioden fram till att fågeln anlägger adult dräkt under det fjärde levnadsåret. I juvenil dräkt har den helsvart näbb och brun iris. Med tiden blir näbbroten ljusare och vid tredje vintern har den bara ett svart band framme på näbben och en ljus näbbspets.
I juvenil dräkt är havstruten tydligt svart- och vitvattrad och inte grådaskig som gråtruten. Den har ett fint svartvattrat vitt huvud, de yttre vingpennorna är mörka och dess vita övergump är svagt svartprickad och stjärten har ett smalt mörkt taggigt ändband. Under andra vintern har huvudet ljusnat och näbbroten har blivit ljusrosa och den har en ljus näbbspets. Övergumpen har mindre svarta prickar och ovansidan av vingarna är mer beigegråa. De första mörka partierna anläggs under andra sommaren då ryggen blir svart. Detta syns sedan under tredje vintern då fågeln har mörknat rejält i jämförelse med året före.

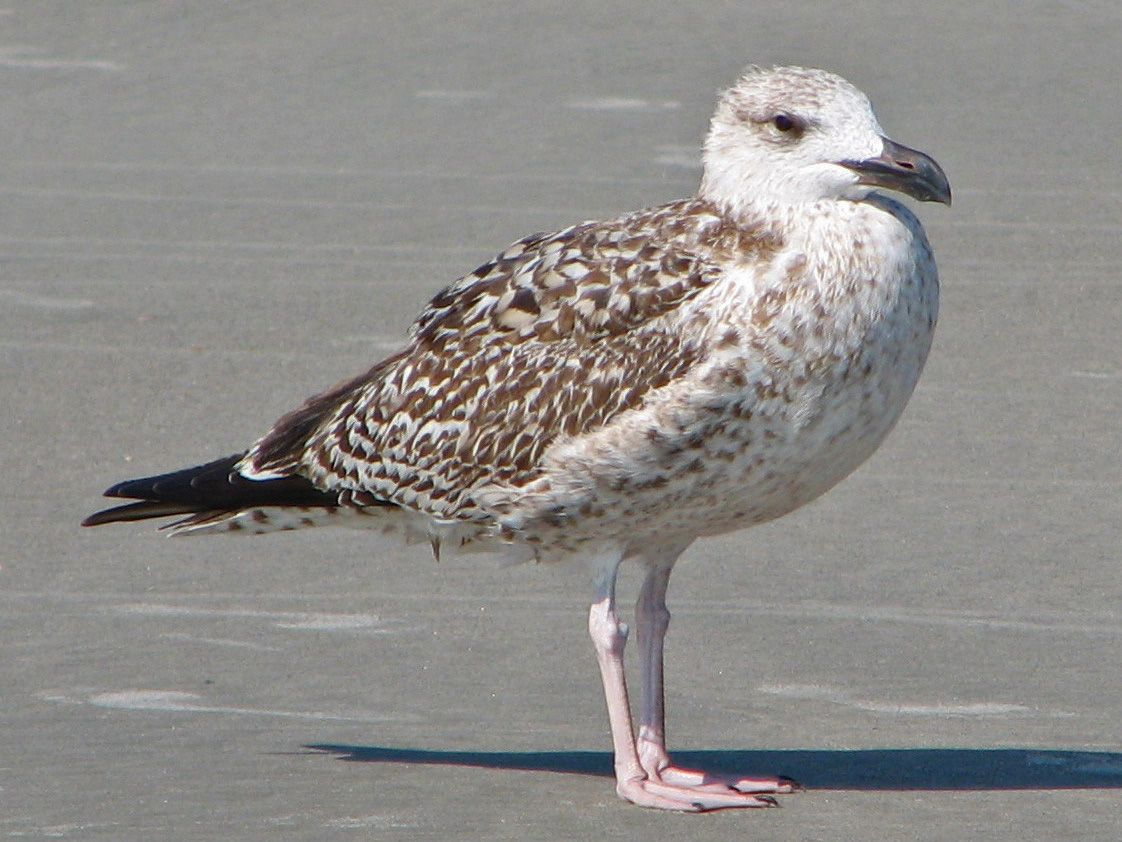
Första kalenderåret (1K) i september.
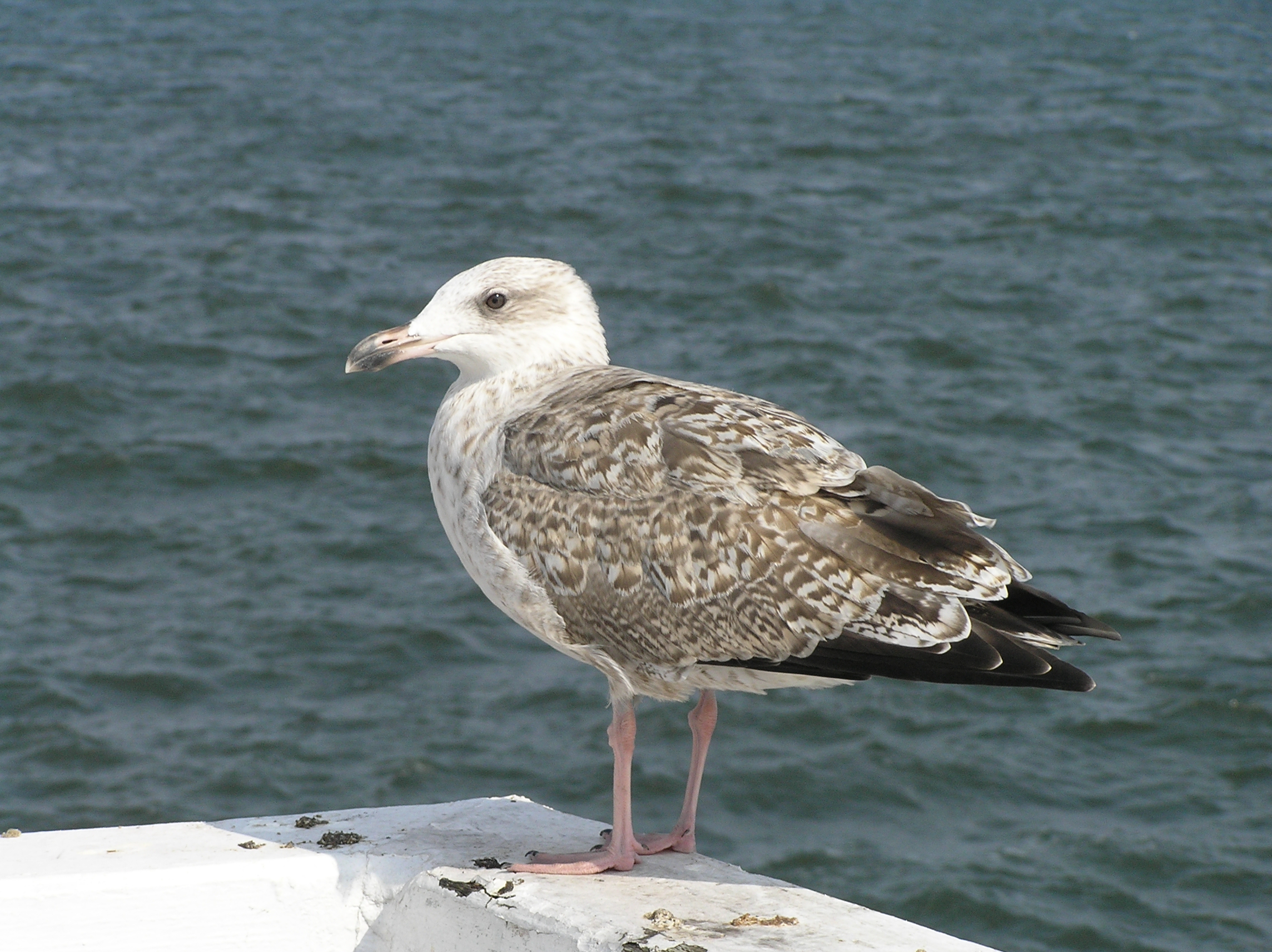
Andra kalenderåret (2K) i augusti.
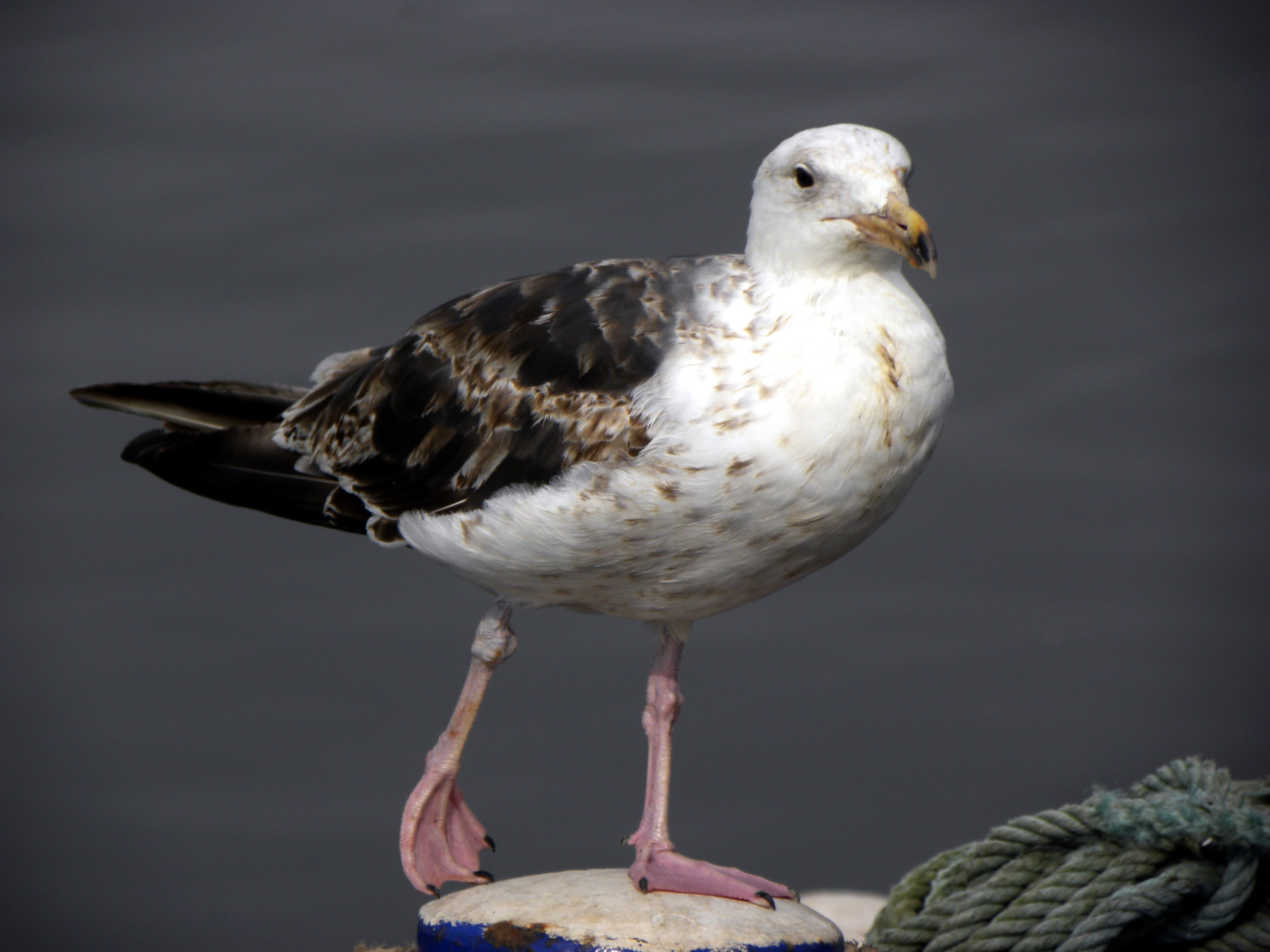
Tredje kalenderåret (3K) i juni.
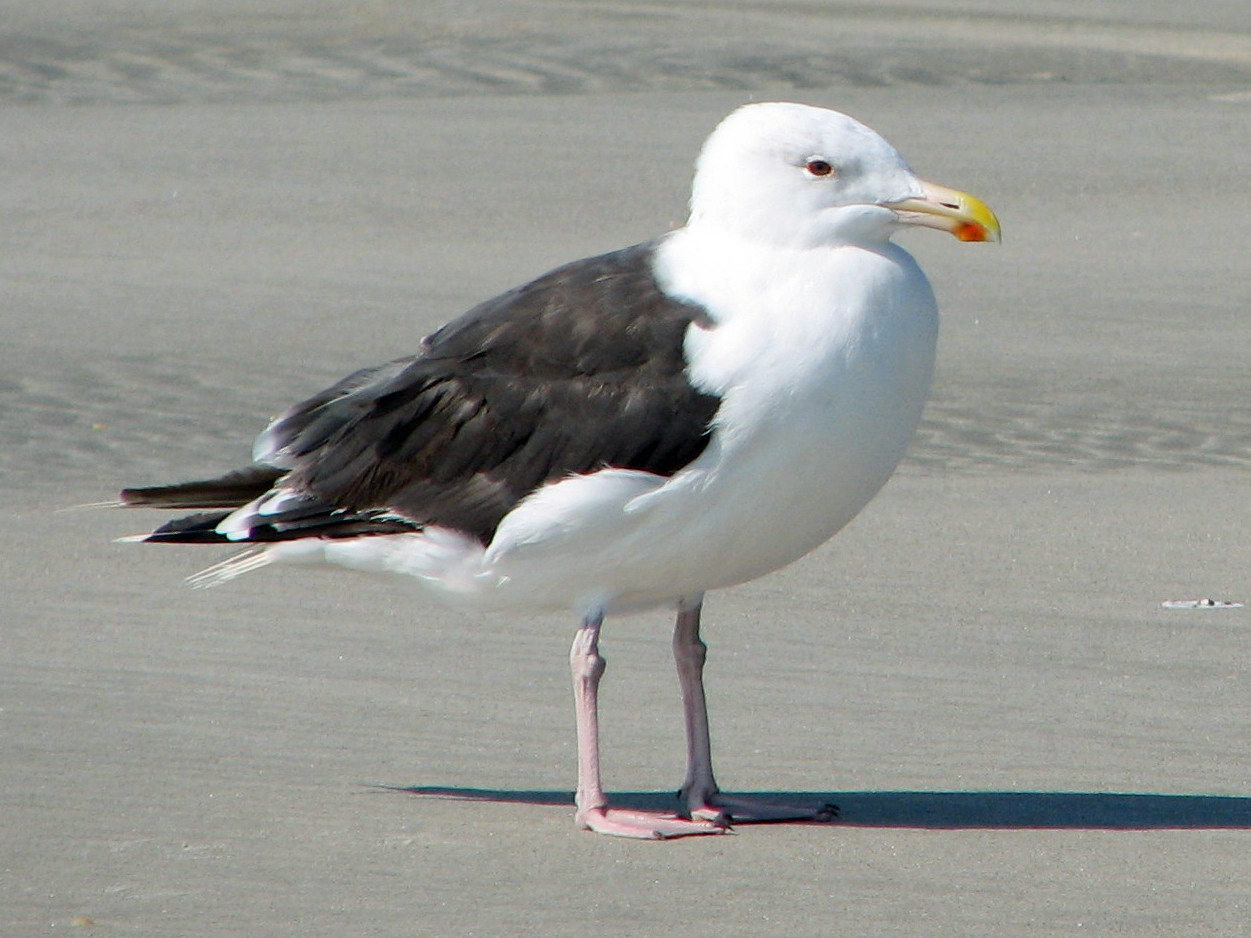
Adult i sommardräkt.
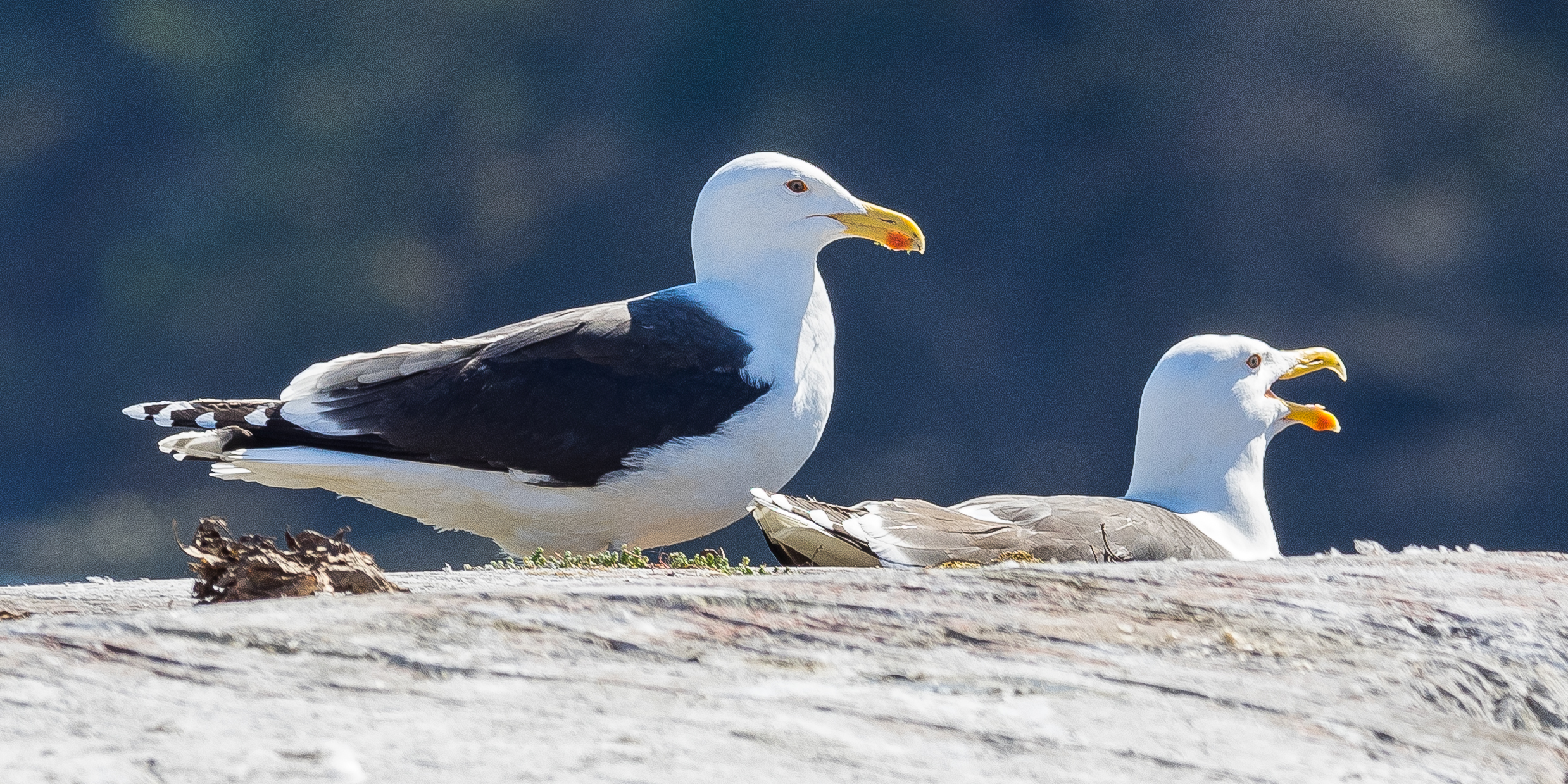
Häckande par 2016
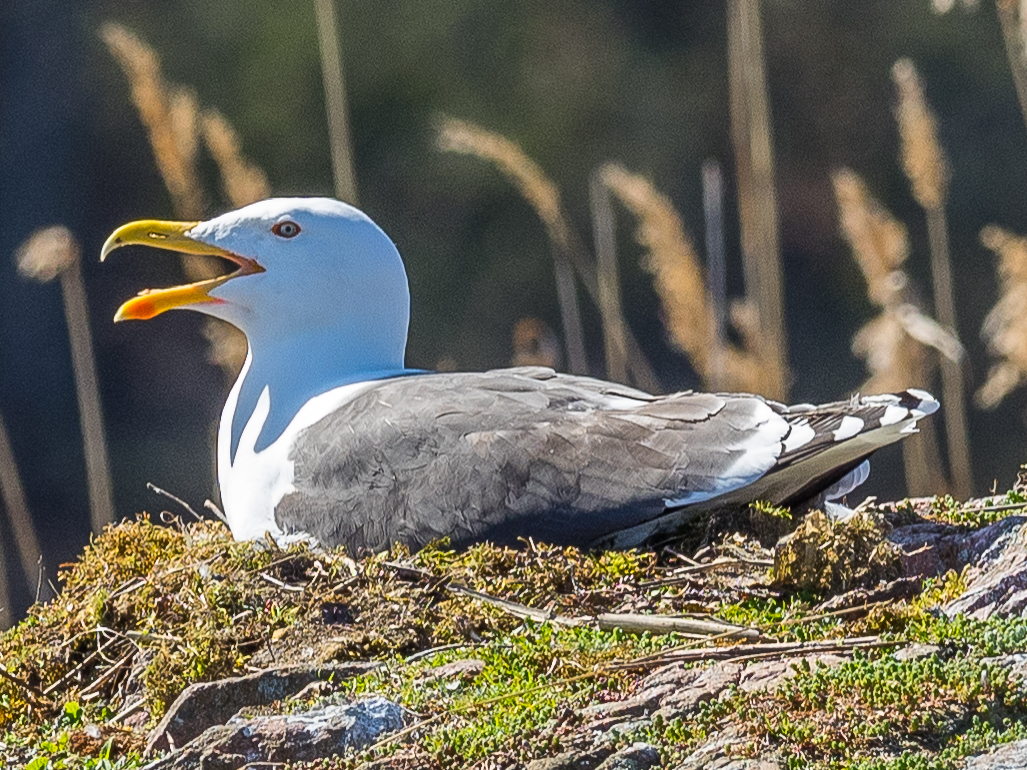
Ruvande hona 2016

Lätet är likt silltrutens och gråtrutens, men är mycket mörkare och typiskt hest och skrovligt. Det skrattande spellätet är också kortare och långsammare.

## Utbredning och taxonomi
Dess häckningsområden är främst kusterna kring Svalbard, Novaja Zemlja, Skandinavien, Estland, Lettland, Irland, Storbritanniens västkust, Island, södra Grönland och utmed västkusten av Kanada och USA. In i landet häckar den vid vissa av de större sjöarna i Sverige och Finland. Delar av beståndet är flyttfåglar, främst populationer som häckar i arktiska områden som i Nordnorge, på Svalbard, Island, i de nordligare häckningsområdena på Grönland och på norra Kanadas västkust, men även populationen som häckar utefter norra Östersjöns kuster. Andra är stannfåglar, eller flyttar bara kortare sträckor, som exempelvis populationerna utmed södra Östersjön, på Norges och Sveriges västkust, i Danmark, Frankrikes nordvästkust, på Irland, i Storbritannien, Grönlands sydligare häckningsområden och utmed USA:s västkust.

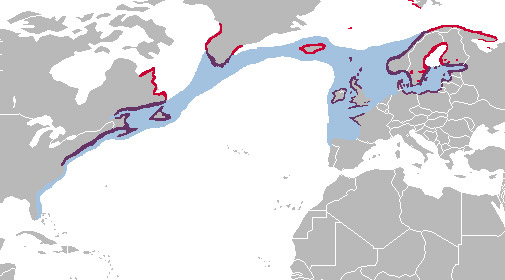
Havstrutens utbredningsområde
Rött - häckningsområde
Lila - året runt
Ljusblått - vinter

Under vintern återfinns havstruten också i ute till havs i Nordsjön och Atlanten, utmed kusterna i Europa så långt söderut som Iberiska halvön, på ungefär 50° nordlig bredd, och i Amerika, så långt söderut som Västindien.
Höstflytten infaller mellan juli och november, med ett maximum i oktober till november. Vårflytten tillbaka till häckningsområdena infaller i mars och april.
Trots att havstruten har ett utbredningsområde på båda sidor om Atlanten finns det inga urskiljbara lokala populationer och världspopulationen delas inte upp i underarter utan den kategoriseras som monotypisk.

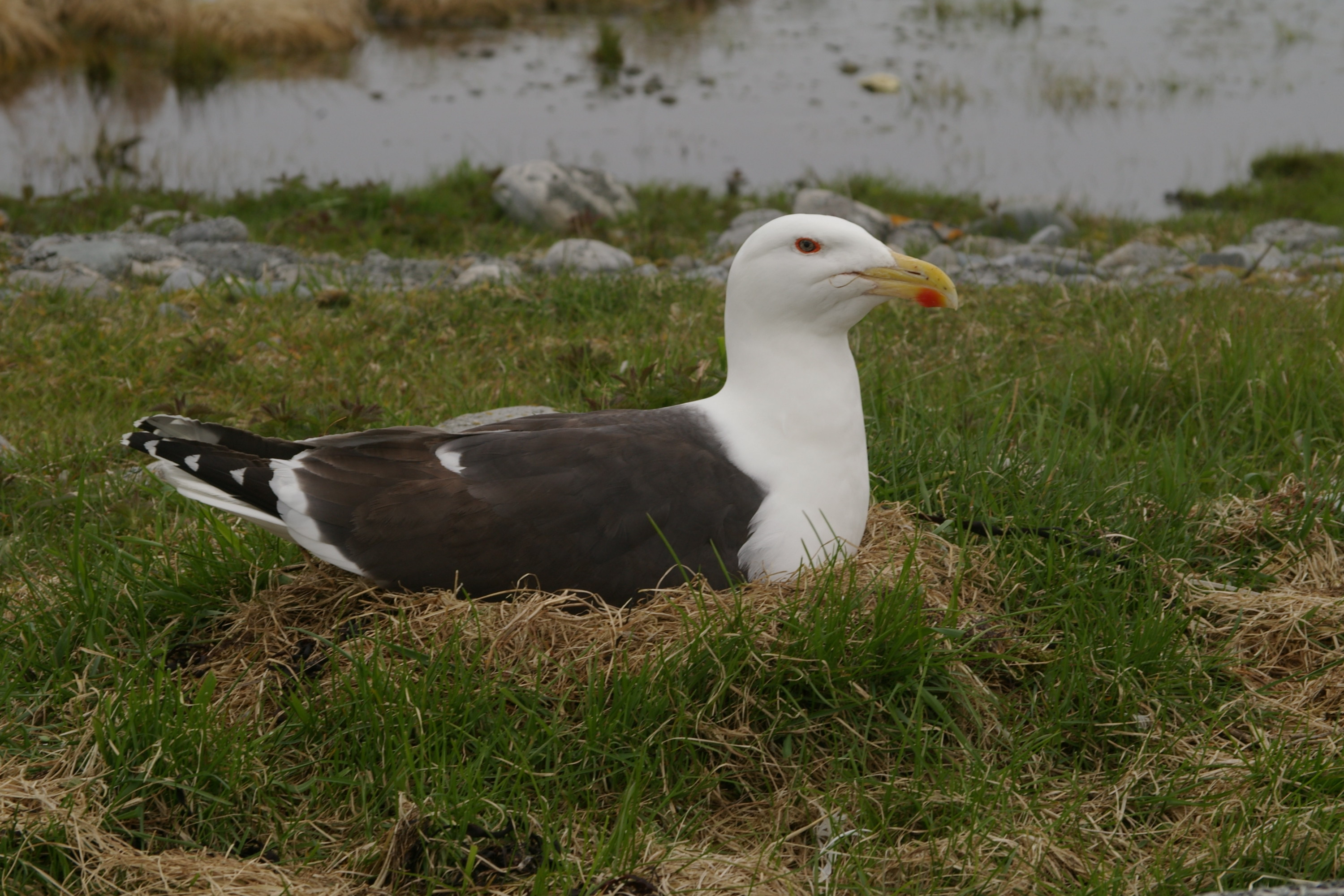
Ruvande havstrut

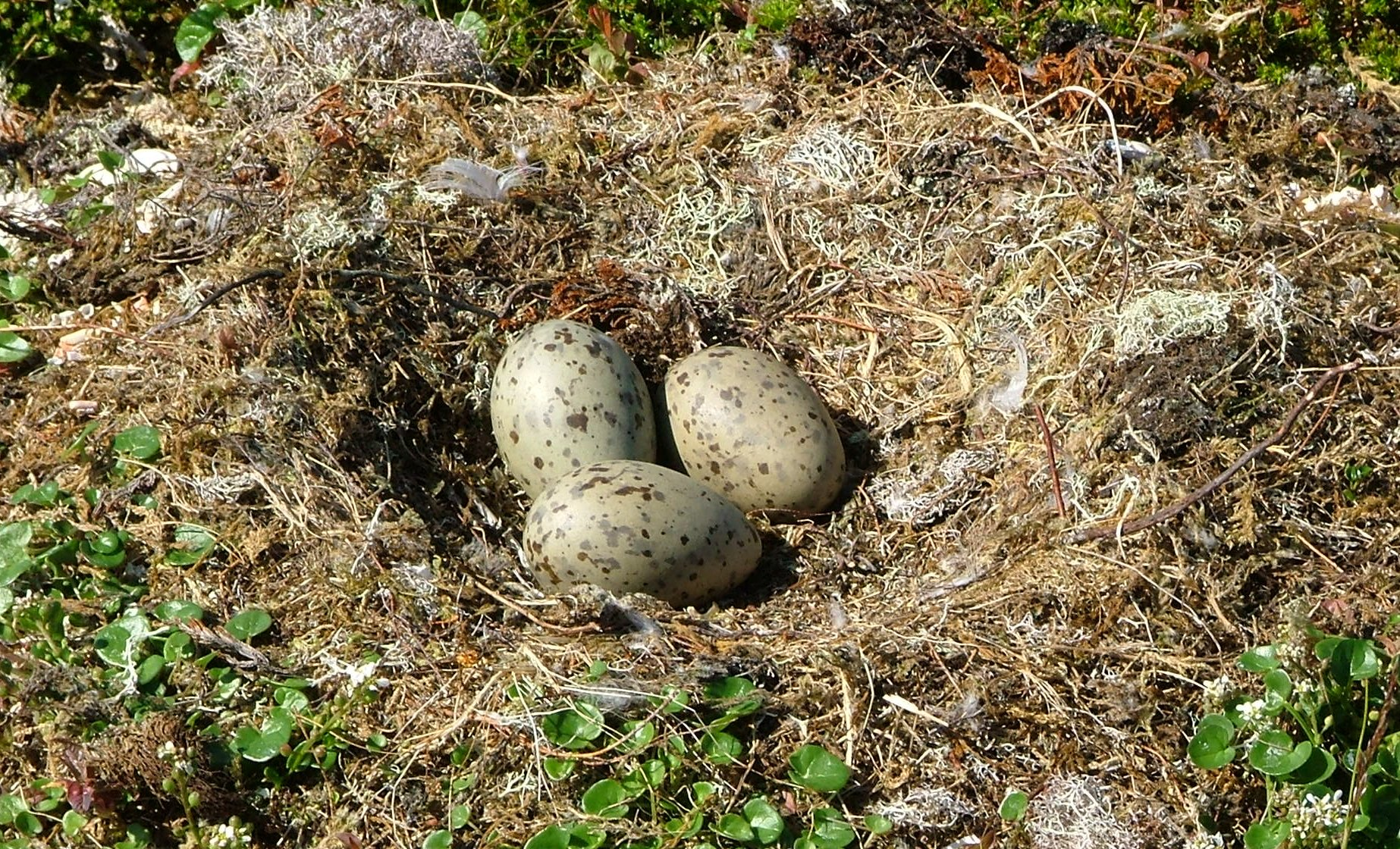
Ett havstrutsbo med de genomsnittliga tre äggen.

### Förekomst i Sverige
I Sverige häckar den vid kusterna och håller helst till på de yttre holmarna och skären. Mera sällan påträffas den i det inre av landet, men häckar vid de större sjöarna. Så länge det finns öppet vatten övervintrar den i Sverige. Den är mindre talrik än både fiskmås och gråtrut.

## Ekologi

### Biotop
Havstruten är skygg och vaksam, och en enstöring i jämförelse med många andra arter inom släktet. Vanligast är att paret bygger sitt bo på en klippö i yttre havsbandet. Dock finns det kolonier med havstrut exempelvis utmed Sveriges västkust och enstaka par häckar även lokalt i kuststäder. Den häckar också i mindre antal vid större sjöar i inlandet. Sällsynt häckar den bland gråtrutar. Havstruten är långt mindre benägen än exempelvis gråtruten att häcka på tak i kuststäder, men enstaka par observeras i stadsmiljöer där det finns gott om häckande gråtrutar. Vintertid förekommer den ute till havs och utefter kusterna. 

### Häckning
Havstruten lever i monogama parförhållande. Häckningstiden påbörjas i början av april till mitten av maj. Den placerar vanligtvis det omfångsrika boet direkt på marken, ofta i skydd av en klippa, i en spricka, eller mot ett träd. Boet är välbyggt och består av rötter, tång, grästuvor med mera och fodras inuti med finare gräs. Honan lägger i genomsnitt två till tre ägg, men kullar med upp till fem har observerats. Äggen väger i snitt väger 117 gram per styck. Honan sköter ruvningen själv medan hanen står på vakt i närheten och det tar cirka 26 till 28 dygn innan äggen kläcks. Ungarna, som den första tiden matas i boet, blir flygga efter cirka 50 till 60 dygn. Ungarnas ben och näbb växer snabbast under de första veckorna efter kläckning. I detta skede undviker de hotande faror genom att springa undan. Om en fara närmar sig avger föräldrarna ett varningsläte, som får ungarna att springa och försöka gömma sig. Båda föräldrarna tar hand om ungarna som blir flygga efter cirka sju veckor. Den lägger bara en kull om året. Havstruten häckar första gången vid 4–5 års ålder.

### Föda
Havstruten är en opportunistisk fågel vad gäller föda och kan betecknas som allätare. Den lever främst av fisk, som den fångar levande, men kan anpassa sin föda utifrån förhållanden. Den födosöker på soptippar, tar fågelungar och ägg, lever av as, avfall och kan döda försvagade sjöfåglar. Det förekommer att den födosöker på åkrar, men den är mycket mer sällsynt i sådana miljöer än exempelvis silltrut och gråtrut.

## Havstruten och människan

### Status och hot

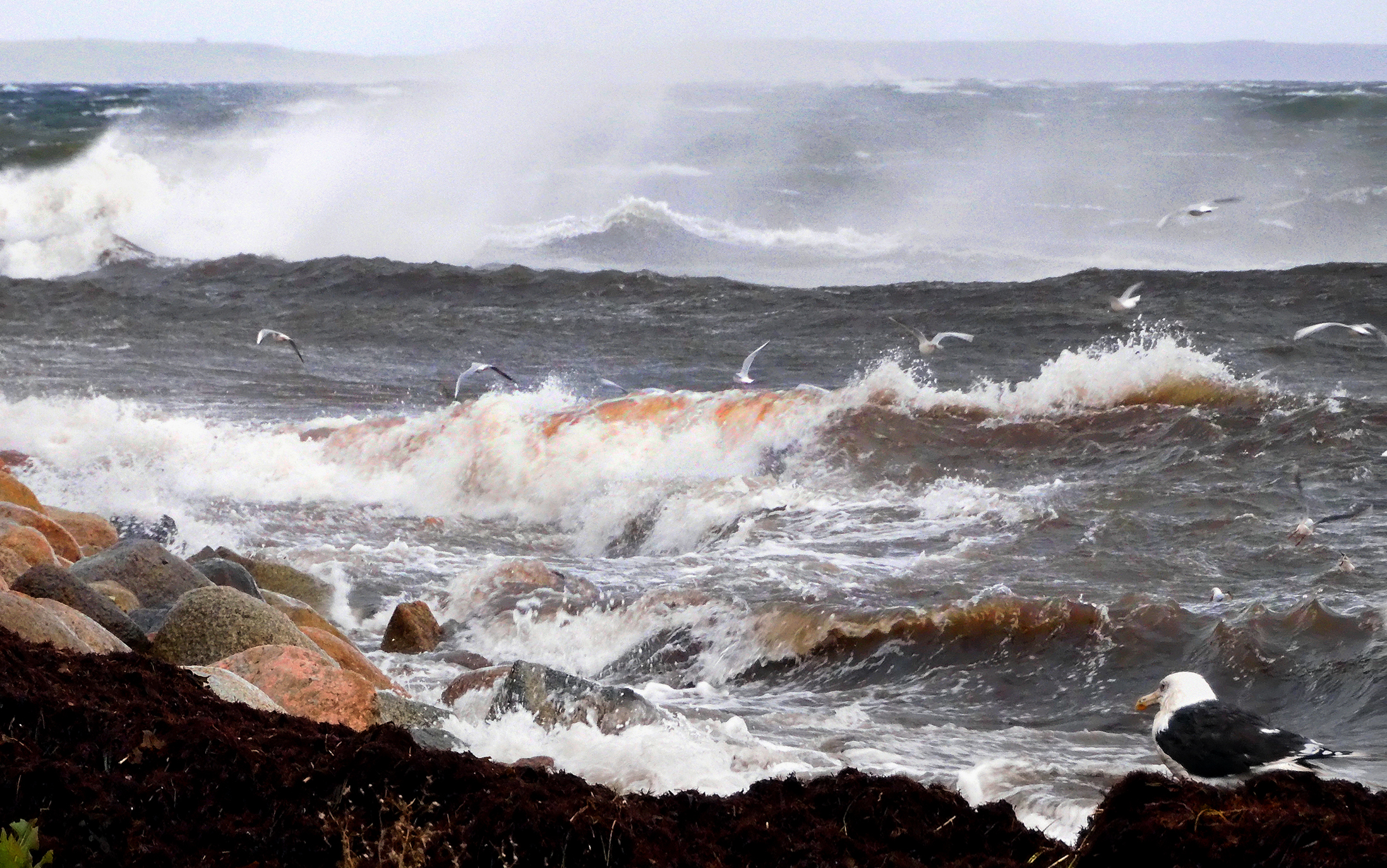
En gammal Havstrut betraktar ett oväder i Ystad 2023.

Havstruten har ett mycket stort utbredningsområde och en stor global population. Trots att den globala utvecklingstrenden är oklar bedöms inte arten vara hotad utan kategoriseras av IUCN som livskraftig (LC).
Den europeiska populationen uppskattas till 118 000–133 000 par, vilket innebär 236 000–266 000 adulta individer. Den nordvästliga Atlantpopulationen uppskattas till 690 000–940 000 adulta individer varför den globala populationen uppskattningsvis består av 500 000–999 999 individer.
Den globala utvecklingstrenden är oklar - vissa populationer ökar medan exempelvis den europeiska minskar. Den nordamerikanska populationen har haft en stabil trend under de senaste 40 åren.
I Sverige visar studier att havstruten minskat kraftigt, de senaste 30 åren med hela 47 till 78 %. Sedan 2020 listas den som sårbar på Artdatabankens rödlista. Det svenska beståndet uppskattas till 16 000 häckande individer.

### Namn
I Bohuslän har havstruten kallats svartbaken, hagall, hafgall eller haugale, det vill säga just "havs-trut". Den har även kallats havsmås och på Gotland, tillsammans med silltrut, för holmgjause.

### Folktro
I norra Bohuslän sade man förr "När svartbaken kommer skrikande, flygande från landet, väntar han oväder".